# ピンクの電話
ピンクの電話（ぴんくのでんわ）は、日本の女性お笑いコンビである。1986年結成。石井光三オフィス所属。

## 来歴・人物
共に「劇団七曜日」の一期生。主宰の石井光三に薦められてお笑いの道に進む。結成当初は「大阪シスターズ」というトリオであったが、1人が脱退したため「ピンクの電話」へ改名（名付け親は渡辺正行）。『ザ・テレビ演芸』で9週勝ち抜きし、「デブと痩せの凸凹コンビ」として人気を得る。特に清水の非常に甲高い独特の声によるインパクトは、お茶の間に広く浸透した。
その後コンビは解消していないが共に結婚し、清水が母親であることもあり現在は専らピンをメインとしている。
長らくテレビでコントを披露することは無かったが、2003年2月15日・3月1日放送回の『めちゃ2イケてるッ!』（フジテレビ）内の1コーナー「笑わず嫌い王決定戦」に出演。その後しばらく間があき2007年4月22日放送の『笑点』（日本テレビ）にてネタを披露した。
東京で芸歴を積んできたこともあり、2人共に大阪出身であるにも拘らず全国ネットの放送では標準語で話すことが多い。ただし、関西芸人との共演や関西ローカルの番組に出演する際には、稀に関西弁を使う。
2016年3月24日、コンビ揃って『ダウンタウンなう』（フジテレビ）に出演。10年ぶりの共演となった。
2017年3月21日、結成30周年を迎える。その記念により渋谷La.mamaにて久々にコントを披露した。

## メンバー
- 竹内都子
- 清水よし子

### 元メンバー
- 田中尚子（大阪シスターズ時代）

## 主な出演作品
※単独出演はそれぞれのページを参照。

### テレビ番組
- ヴィヴィアン（中京テレビ）
- 全員出席!笑うんだってば（日本テレビ）
- なるほど!ザ・ワールド（フジテレビ）
- 冗談画報（フジテレビ）
- オレたちひょうきん族（フジテレビ）
- ものまね王座決定戦（フジテレビ）
- クイズ!年の差なんて（フジテレビ）
- 夢のクレヨン王国（テレビ朝日系）共に声の出演
- めちゃ2イケてるッ!（フジテレビ） 「笑わず嫌い王決定戦」のコーナー
- 笑いの殿堂（フジテレビ）
- ウッチャンナンチャンのやるならやらねば!（フジテレビ）
- お年玉スペシャル 笑う正月!ハッスルかましてよかですか!?（フジテレビ）
- おヒマなら来てよネ!（フジテレビ） - 温泉芸者 役
- クイズ地球まるかじり（テレビ東京）- 不定期出演
- 笑点（日本テレビ）
- ダウンタウンなう（フジテレビ）
- 有吉反省会（日本テレビ）
- ネプ&ローラの爆笑まとめ2017（TBSテレビ）

### テレビCM
- 寿がきや食品（中部地区ローカル）
- アラクス カイベールC
- たかの友梨 ビューティクリニック
- NEC「PC-98MATE」（1993年）
- ウィルコム　だれとでも定額（2013年）
- えがお 黒酢生姜（2014年）

### DVD
- 昭和達人芸大全〜笑芸・喜芸・すっとこ芸〜三日目 （ポニーキャニオン） 2003年
- ピンクの電話（Sony Music Direct）2007年

## CD
- 血液ガッタガタPartII／アタックNo.1の歌（ビクター VDRS-1172, 1989年9月21日）

「血液ガッタガタPartII」はバラクーダ「演歌・血液ガッタガタ」の歌詞違いのカバー。「アタックNo.1の歌」は大杉久美子・小鳩くるみらのカバー。
同ジャケットデザイン・同内容の非売品アナログレコードが存在する（品番：SEP-55）。